# Hans von Berlepsch (Hofmarschall)
Hans August Curt Freiherr von Berlepsch (* 26. Mai 1868 in Dresden; † 20. Juli 1928 ebenda) war ein sächsischer Offizier und späterer Hofmarschall im sächsischen Königshaus.

## Leben
Hans von Berlepsch war Sohn des sächsischen Hauptmann Otto Ernst von Berlepsch (1828–1870), der als Grenadieroffizier im Deutsch-Französischen Krieg verstarb. Seine Onkel waren der sächsische Kirchenpolitiker Dietrich Otto von Berlepsch, der sächsische Offizier und Dichter Adolph von Berlepsch und der preußische Minister Hans Hermann von Berlepsch. Er besuchte das Neustädter Gymnasium und ab Ostern 1883 die Fürstenschule in Meißen. Weihnachten 1886 wechselte er in den sächsischen Kadettenkorps, worauf er als Fähnrich der 3. Kompanie des 1. Königlich Sächsischen Jäger-Bataillon Nr. 12 übergeben wurde. Er avancierte am 22. September 1888 zum Leutnant und war die nächsten Jahre im Bataillon aktiv, wobei er am 22. März 1894 zum Oberleutnant und Bataillonsadjutanten ernannt wurde. Ab 1897 besuchte er für drei Jahre die preußische Kriegsakademie in Berlin und kehrte darauf in die 1. Kompanie des Jäger-Bataillons zurück. Unter Beförderung zum Hauptmann am 19. September 1900 wurde er als Adjutant bei der 7. Infanterie-Brigade 88 in Chemnitz verwendet. 1904 wurde er in die IV. Abteilung für die persönlichen Angelegenheiten unter dem Abteilungschef Oberstleutnant von Criegern im sächsischen Kriegsministerium versetzt. Nachfolgend erfolgte eine Verwendung als persönlicher Adjutant des sächsischen Prinzen Johann Georg von Sachsen, wobei er nachfolgend als Kompaniechef beim Grenadier-Regiment „Kaiser Wilhelm, König von Preußen“ (2. Königlich Sächsisches) Nr. 101 verwendet wurde. Ab 1911 diente er noch als Vorstand des Festungsgefängnisses in Dresden, wo am 23. September 1911 seine Beförderung zum Major erfolgte. Am 15. April 1912 wurde er unter Genehmigung seines Abschiedsgesuches zur Disposition gestellt.
Im Ruhestand betätigte er sich bis 1926 als Hofmarschall des Prinzen Johann Georg. Im Ersten Weltkrieg begleitete er den Prinzen, welcher Hauptdelegierter beim Roten Kreuz war, auf seinen Fahrten an die Front und in die Lazarette. Er selbst war Mitglied im Direktorium des Roten Kreuzes. Nach Kriegsende war er bis 1925 Vorsitzender des Offiziersvereins des Jägerbataillons Nr. 12. Er war zudem auch Mitglied des Kirchenvorstandes der Frauenkirche in Dresden und Mitbesitzer von Hambach im Regierungsbezirk Kassel.
Er war seit dem 24. September 1892 mit Agnes Helene von Heynitz (1870–1948) verheiratet.